# Moto3
Moto3 — формат змагань на мотоциклах у чемпіонаті світу із шосейно-кільцевих мотоперегонів MotoGP. Був введений у сезоні 2012 на заміну класу 125сс. Введення класу Moto3 поклало край ері двотактних двигунів, яка тривала з моменту початку чемпіонату світу у 1949 році.

## Правила

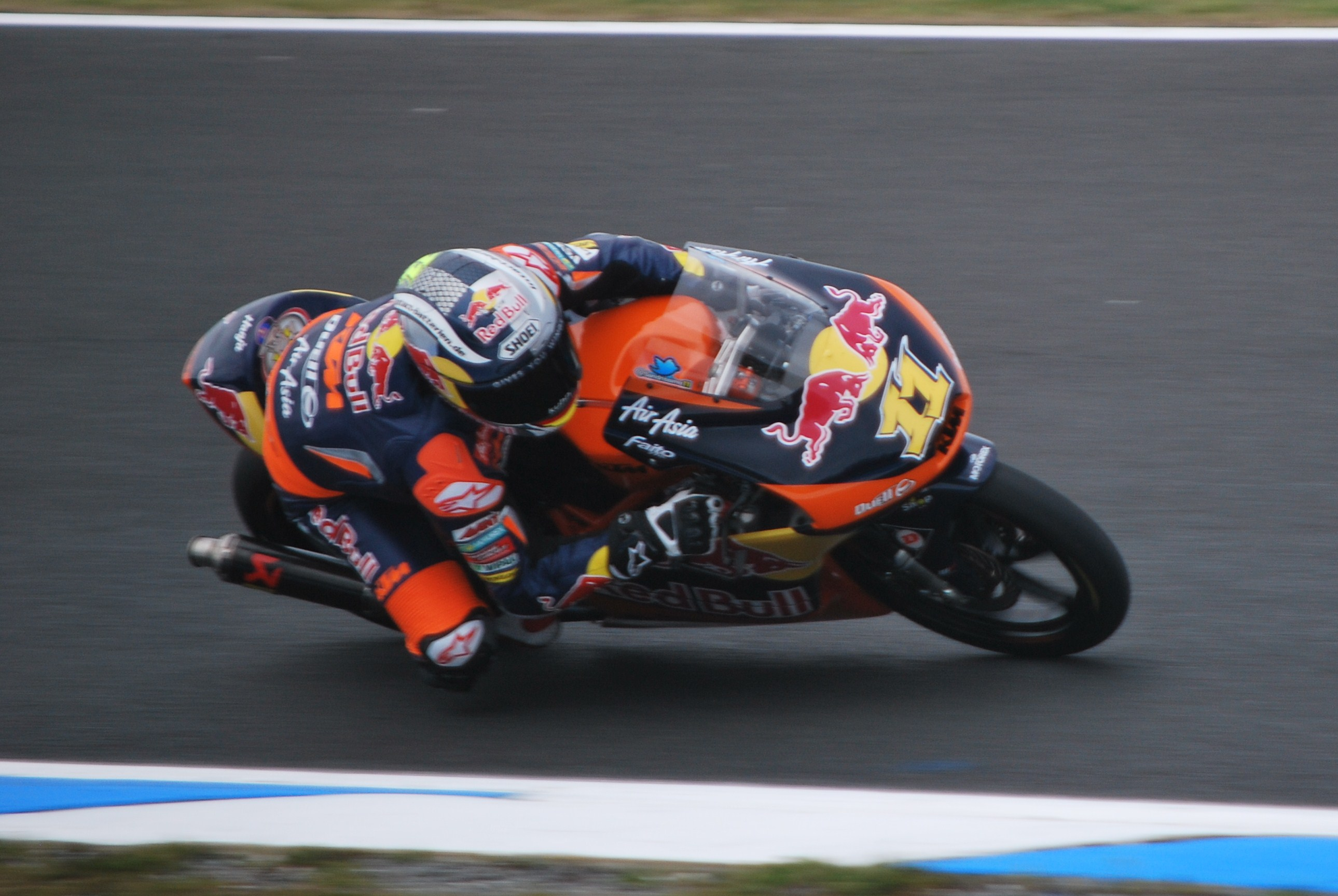
Чемпіон Moto3 2012 року Сандро Кортезі

Правилами класу встановлено основні вимоги до двигуна мотоцикла — він повинен бути чотиритактним, одноциліндровим, з робочим об'ємом до 250 см³ та максимальною вартістю 12 000 €. У всіх мотоциклах, що виступають у даному класі, є єдина електроніка (Dell‘Orto), покришки (Dunlop), бензин та моторна олива. У змаганнях можуть брати участь усі охочі виробники мотоциклів, однак кожен постачальник повинен забезпечити шасі 15 гонщиків (по вимозі). Кінцевий варіант технічного регламенту був представлений 19 березня 2011 року на Losail International Circuit.
Вимоги до двигунів:
- 4-тактний двигун;
- максимальний об'єм 250 см³;
- з сезону 2015 обмежена максимальна кількість обертів на хвилину — 13,5 тисяч[3];
- тільки один циліндр;
- максимальний діаметр поршня 81 мм, овальні поршні не допускаються;
- двигуни повинні бути атмосферним, не допускається застосування турбокомпресорів або нагнітачів;
- максимально допустима частота обертів валу: 14000;
- тільки одна вилка;
- максимум чотири клапани;
- пневматична або гідравлічна системи приводу клапанів заборонені;
- тип приводу газорозподільчого механізму: ланцюг;

Вимоги до зчеплення:
- дозволяється максимум 6 швидкостей;
- забороняється електромеханічний або електрогідравлічний привід зчеплення.

Вимоги до шасі:
- шасі прототипу, його дизайн і виробництво повинно бути виконано в порядку, встановленому комісією з технічного регламенту FIM;
- мінімальна вага мотоцикла повинна бути 148 кг, включаючи вагу гонщика;
- гальма повинні бути виконані з легкосплавної сталі;
- підвісні системи є звичайними пасивними, механічного типу, використання напівактивної або активної підвіски заборонене. Пружини повинні бути виготовлені із сталевих сплавів.

Окрім того, один спортсмен за сезон може використовувати лише один мотоцикл та 8 двигунів до нього.
Повна вартість робочого пакету для одного гонщика, яка включає набір двигунів, шасі та запчастини, від компаній Honda, KTM і Husqvarna у сезоні 2015 становила 400 000 €, від Mahindra — трохи дешевше.

## Історія

### Сезон 2012
У першому сезоні 2012 року у чемпіонаті взяли участь 22 команди:
- AirAsia-SIC-AJO
- Ambrogio Next Racing
- Andalucia JHK Laglisse
- Blusens Avintia
- Caretta Technology
- Cresto Guide MZ Racing
- Estrella Galicia 0,0
- Ioda Team Italia
- IodaRacing Project
- JHK Laglisse
- Mahindra Racing
- Mapfre Aspar Team Moto3
- Moto FGR
- Ongetta-Centro Seta
- Racing Team Germany
- Red Bull KTM Ajo
- Redox-Ongetta-Centro Seta
- RW Racing GP
- San Carlo Gresini Moto3
- Team Italia FMI
- Technomag-CIP-TSR
- TT Motion Events Racing

## Статистика
| Сезон | Чемпіон                | Виробник |
| ----- | ---------------------- | -------- |
| 2012  | Сандро Кортезі (KTM)   | KTM      |
| 2013  | Маверік Віньялес (KTM) | KTM      |
| 2014  | Алекс Маркес (Honda)   | KTM      |

## Цікаві факти
- У сезоні 2013 в Moto3 з чоловіками змагалася і одна жінка — 15-річна уродженка Мурсії Анна Караско.[4]
- Єдиним постачальником шин для мотоциклів класу є Dunlop Tyres. У середньому на один сезон компанія виготовляє приблизно 15 тис. покришок. Згідно з правилами, на одного гонщика на один етап надається 17 покришок: 8 передніх та 9 задніх, а їхня вартість становить 56 тис. євро на сезон[5].